# کوامه بواتنگ
کوامه بواتنگ (انگلیسی: Kwame Boateng؛ زادهٔ ۲۱ نوامبر ۱۹۹۸) بازیکن فوتبال اهل انگلستان است.
از باشگاه‌هایی که در آن بازی کرده‌است می‌توان به باشگاه فوتبال برادفورد سیتی اشاره کرد.